# Pierre Nicole
Pour les articles homonymes, voir Nicole.

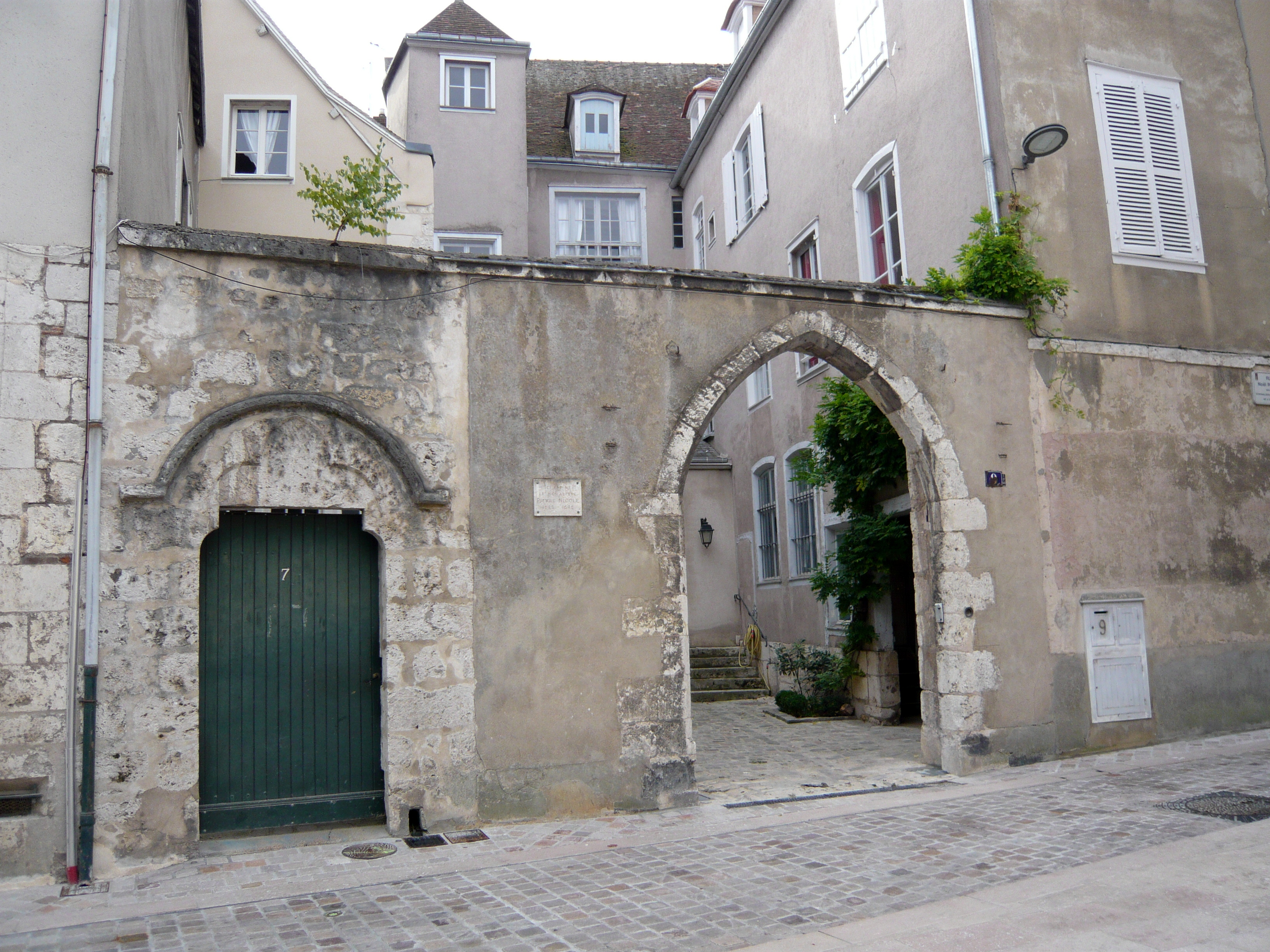
Maison natale de Pierre Nicole
9 rue Noël Parfait, place Honoré d'Estienne d'Orves, Chartres.

Pierre Nicole est un théologien, moraliste, logicien et controversiste français, né le 19 octobre 1625 à Chartres, mort le 16 novembre 1695 à Paris. Il est considéré comme un des principaux auteurs jansénistes.

## Biographie
Pierre Nicole est le fils d'un avocat de province, et le neveu du poète Claude Nicole. Le père de Pierre Nicole s'occupe lui-même de l'éducation et de l'instruction de son fils, qui est capable, à 14 ans, de lire dans le texte les ouvrages en grec et en latin. À 17 ans, en 1642, il se rend à Paris pour étudier la philosophie, devient maître ès arts en 1644 et suit des cours de théologie en 1645 et 1646. Il étudie également l'hébreu, mais renonce ensuite à cause de la faiblesse de sa vue.
Il entre en contact avec « les messieurs de Port-Royal » par l'intermédiaire de sa tante, Marie des Anges Suireau, religieuse. Il consacre une partie de son temps à enseigner à Port-Royal de Paris, dont il est l'un des cinq maîtres. Il étudie également saint Augustin et saint Thomas, ce qui lui permet, en 1649, d'être reçu bachelier en théologie. Cependant il n'obtient pas sa licence en théologie, à cause des troubles qui agitent à ce moment-là l'Université au sujet des cinq propositions tirées de l'Augustinus de Jansenius.
Il se retire alors à Port-Royal des Champs, à l'invitation des dirigeants jansénistes, particulièrement d'Antoine Arnauld, qui voit en lui quelqu'un capable de l'aider. Pour vivre inconnu au milieu des troubles de la capitale, il prend le nom de Rosny. Pendant quelques années, il enseigne donc dans les petites écoles de Port-Royal des Champs à de jeunes garçons établis. C'est ainsi qu'il apprend le grec au futur tragédien Racine. Mais en même temps il prend une grande part dans la collecte des matériaux qui doivent servir à Pascal pour écrire ses Provinciales, qu'il traduit en latin en 1658, pendant un voyage en Allemagne, sous le pseudonyme de William Wendrock, en y ajoutant des notes virulentes de son propre cru. Sa préface et ses commentaires latins seront traduits en français par Françoise-Marguerite de Joncoux, aidée de Jean Louail, pour accompagner l'édition de 1699 des Provinciales. En 1662, Nicole écrit avec Antoine Arnauld la Logique ou Art de penser. Le livre a un grand succès.
En 1664 et 1665, Nicole rédige dix Lettres imaginaires, imitées des Provinciales. La première lettre, « Sur l'hérésie imaginaire », donne son titre au recueil : Nicole veut montrer que les opinions hérétiques généralement attribuées aux jansénistes n'existent que dans l'imagination des jésuites. Ces lettres sont violemment attaquées en 1665 par Desmarets de Saint-Sorlin, dévot proche des jésuites. Nicole lui répond fin décembre dans une nouvelle série de lettres, Les Visionnaires, où l'on trouve la phrase : « Un faiseur de romans et un poète de théâtre est un empoisonneur public, non des corps, mais des âmes des fidèles… » Or, quelques semaines plus tôt, le 4 décembre, Racine a fait représenter sa deuxième tragédie, Alexandre le Grand. La remarque de son ancien maître le pique au vif : « Mon père, dit Louis Racine, se persuada que ces paroles n'avaient été écrites que contre lui. » Dès janvier 1666, Racine s'en prend non seulement à Nicole, mais à Port-Royal tout entier, dans sa Lettre à l'auteur des Hérésies Imaginaires et des deux Visionnaires. Il s'attire en réponse deux lettres, publiées en mars et avril, attribuées l'une à Goibaud du Bois, l'autre à Barbier d'Aucour. Il écrit une réponse, la Lettre aux deux apologistes de l'auteur des Hérésies imaginaires, qu'il s'abstient de publier, et qui ne le sera qu'en 1722.
Si Nicole est associé naturellement à Port-Royal, il ne partage cependant pas toutes les opinions des jansénistes. Il désire par-dessus tout éviter de « jouer un rôle dans les guerres civiles ». Cependant, lorsqu'il veut entrer dans les ordres en 1676, l'évêque de Chartres refuse, vraisemblablement à cause de ces relations, et Nicole ne va jamais plus loin que la simple tonsure. Il écrit en 1677 une lettre au pape Innocent XI pour soutenir les évêques de Saint-Pons et d'Arras, en lutte contre les casuistes. Cela lui crée des difficultés et il doit quitter la capitale. Il se cache un temps dans les environs de Chartres, puis de Beauvais, mais il décide finalement de quitter la France en 1679, à la mort de la duchesse de Longueville, la plus ardente protectrice du jansénisme. Il se réfugie alors aux Pays-Bas espagnols et vit un temps avec Antoine Arnauld à Bruxelles, puis à l'abbaye d'Orval, à Liège et dans d'autres villes, en changeant souvent de nom.
Vers 1683, François Harlay, l'archevêque de Paris, à qui il a envoyé une sorte de rétractation, l'autorise à revenir secrètement à Chartres, puis à Paris, où il reprend ses occupations ordinaires. C'est alors qu'il achève ses Essais de morale, qui font sa réputation. Il participe aussi à deux controverses fameuses, celle du quiétisme où il soutient l'avis de Bossuet contre Fénelon, l'autre concernant les études monastiques, où il est du côté de Mabillon contre Rancé.
Ses dernières années sont marquées par la maladie et l'infirmité et il meurt après une série d'attaques d'apoplexie à l'âge de 70 ans. Il est enterré à l'église Saint-Médard. Son ami, l'érudit Henri-Charles de Beaubrun, est son exécuteur testamentaire.

## Pseudonymes utilisés par Pierre Nicole
- Pierre Nicolle (1625-1695)
- Guillaume Wendrock (1625-1695)
- Barthélemy (1625-1695)
- Chanteresme (1625-1695)
- Chanteresne (1625-1695)
- Damvillier (1625-1695)
- Damvilliers (1625-1695)
- Franciscus Profuturus (1625-1695)
- Guillelmus Wendrockius (1625-1695)
- Mombrigny (1625-1695)
- Optatus theologus (1625-1695)
- Paulus Irenaeus (1625-1695)

## Œuvres
- Avec Antoine Arnauld, La Logique, ou l'art de penser, première édition anonyme Paris, 1662, édition critique par Dominique Descotes, Paris: Honoré Champion, 2011.
- Lettres sur l'hérésie imaginaire (Liège, 1667), inspirées des Provinciales, publiées en feuilles volantes à partir de 1664, donnent un exposé clair des démêlés entre jésuites et jansénistes autour des cinq propositions.
- Essais de Morale, contenus en divers traités sur plusieurs devoirs importans, Paris, 1671, ont formé des générations de pieux laïcs jusqu'au XIXe siècle. Édition moderne : Pierre Nicole, Essais de morale. Choix d’essais introduits, édités et annotés par Laurent Thirouin. Paris : PUF, coll. “Philosophie morale”, 1999 (442 p.). Réédition corrigée et mise à jour : Les Belles Lettres, coll. "Encre marine", 2016 (478 p.)
- Traité de la Comédie, publié pour la première fois en 1667, et repris dans le tome III des Essais de morale (1675), est une des pièces les plus importantes du réquisitoire contre le théâtre dans la France classique. (Pierre Nicole, Traité de la Comédie et autres pièces d’un procès du théâtre. Édition critique par Laurent Thirouin. Paris : éditions H. Champion, coll. “Sources classiques” no 9, 1998, 318 p.).
- Pierre Nicole, Traité de la foi humaine, Beyers, 1692 (1re éd. 1664) (lire en ligne).
- Sieur de Chanteresne [Pierre Nicole], De l'éducation d'un prince, Vve Charles Savreux, 1670 (BNF 37242627, lire en ligne)[8]

## Hommages

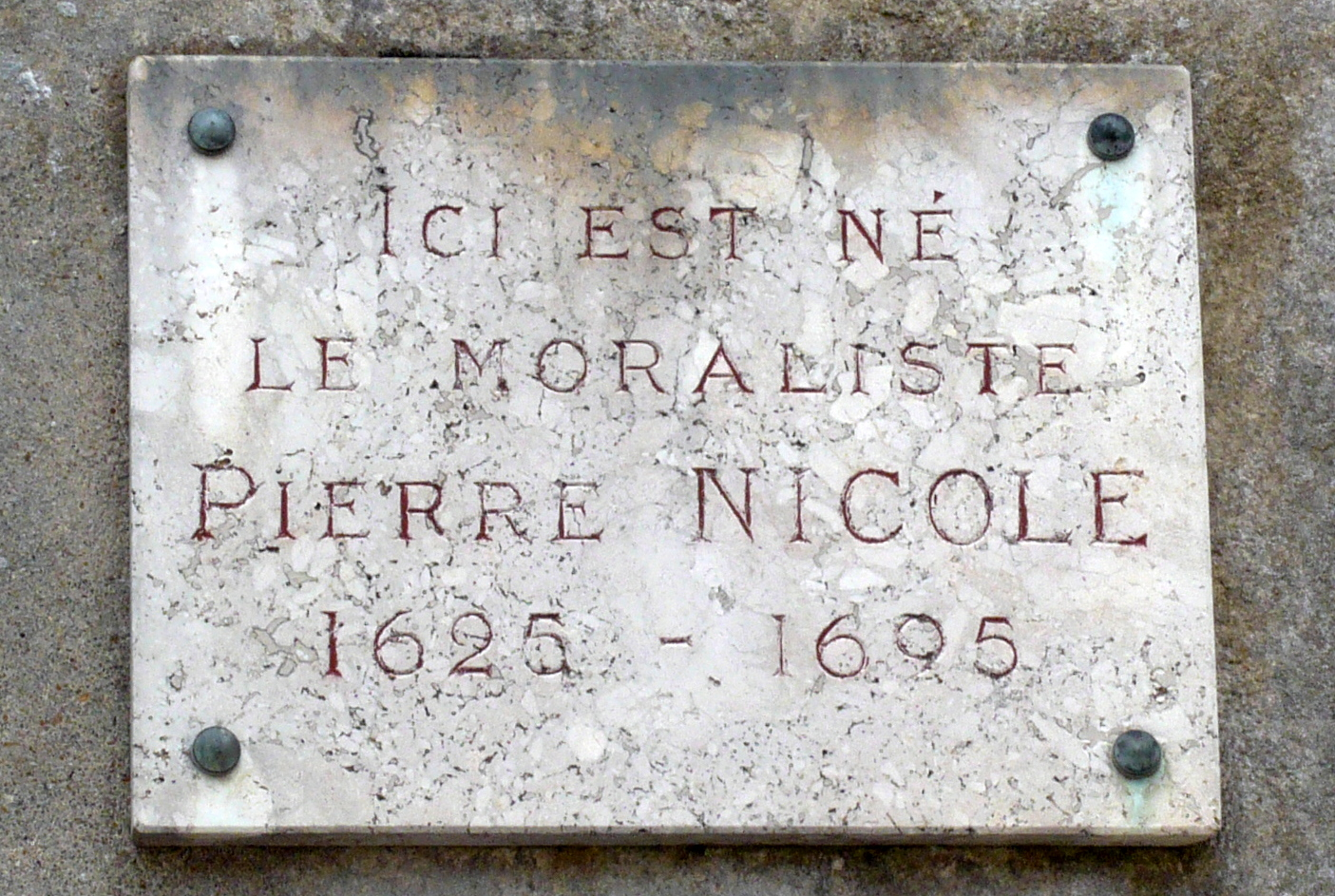
« Ici est né le moraliste Pierre Nicole 1625 - 1695 ».

- En 1864, la rue Pierre-Nicole dans le 5e arrondissement de Paris prend son nom en hommage.
- Une plaque est apposée sur la maison natale de Pierre Nicole. La ville de Chartres a également donné son nom à l'une de ses rues.

## Source
« Pierre Nicole », dans Louis-Gabriel Michaud, Biographie universelle ancienne et moderne : histoire par ordre alphabétique de la vie publique et privée de tous les hommes avec la collaboration de plus de 300 savants et littérateurs français ou étrangers, 2e édition, 1843-1865 [détail de l’édition]